# Monte Sereno
Monte Sereno ist eine Stadt im Santa Clara County im US-Bundesstaat Kalifornien mit 3479 Einwohnern (Stand: 2020). Das Siedlungsgebiet umfasst eine Fläche von etwas mehr als vier Quadratkilometern. Die Siedlung befindet sich im sogenannten Santa Clara Valley, welches sich südlich der Bucht von San Francisco erstreckt. Rund 16 Kilometer nordöstlich liegt die Großstadt San José, zu der es mehrere Straßenverbindungen gibt. 

## Demographie
Die Volkszählung von 2010 ergab eine Gesamteinwohnerzahl von 3.341. Davon entfallen 80,8 Prozent auf Weiße, 0,4 Prozent auf Afroamerikaner, ebenfalls 0,4 Prozent auf indianischstämmige Bürger, 13,9 Prozent auf Asiaten und 4,8 Prozent auf Hispanics. Der Rest verteilt sich auf sonstige Ethnien. Im Gegensatz zu vielen anderen Orten in Kalifornien hat sich die Bevölkerungszahl von Monte Sereno binnen eines Jahrzehnts nur wenig verändert. Im Jahre 2000 wurde im Rahmen der damaligen Volkszählung eine Einwohnerzahl von 3.481 registriert, womit sogar bis 2010 ein leichter Rückgang zu verbuchen war. Die Anzahl der Haushalte betrug der Volkszählung von 2010 nach 1.211. Auf 100 Frauen kamen 94,2 Männer. Mit einem Medianalter von rund 48 Jahren lag dieses deutlich über dem US-Durchschnitt sowie dem Durchschnitt des Bundesstaates Kalifornien.